# Armenischer Schachverband
Der armenische Schachverband Hajastani schachmatajin Federazian (armenisch Հայաստանի շախմատային ֆեդերացիան) ist die nationale Dachorganisation der Schachspieler in Armenien. Er besteht seit 1927 und ist seit 1992 Mitglied des Weltschachbunds FIDE. Auch ist er Mitglied des 1990 gegründeten und 1993 ins IOC aufgenommenen Nationales Olympisches Komitees Armeniens. Sitz des Verbandes ist die armenische Hauptstadt Jerewan.
Seit 2004 ist Sersch Sargsjan, lange Zeit auch armenischer Präsident, Vorsitzender des Verbands, Ehrenpräsident ist der Hochschullehrer Wanik Sakarjan, Vizepräsident der Schach-Großmeister Smbat Lputjan.

## Geschichte
Der armenische Schachverband wurde 1927 gegründet. Seit 1934 werden nationale Schachmeisterschaften ausgetragen, die unter anderem zehnmal von Genrich Gasparjan und dreimal von Tigran Petrosjan gewonnen wurden.
1970 eröffnete das Tigran Petrosjan Schachhaus. Kurz darauf erschien erstmals die Zeitschrift Schach in Armenien (armenisch Շախմատային Հայաստան).
Nach der Unabhängigkeit Armeniens von der Sowjetunion wurde der Verband 1992 Mitglied des Weltschachbunds FIDE.
2002 wurde die Schachakademie Armeniens gegründet.

## Erfolge
Internationale Erfolge verzeichnet der Verband vor allem seit der Unabhängigkeit Armeniens 1991. Nach Bronzemedaillen bei den Schacholympiaden 1992, 2002 und 2004 gewann die armenische Mannschaft 2006 und 2008 die Goldmedaille.
Bei Teilnahmen an den Mannschaftsweltmeisterschaften 1997, 2001 und 2005 erreichte Armenien jeweils den dritten Platz. 2011 gewann Armenien die Mannschaftsweltmeisterschaft und blieb als Mannschaft ungeschlagen. 1999 wurde Armenien bei den Herren und 2003 bei den Damen Europameister. Das europäische Klubpokalturnier European Club Cup der Herren wurde 1995 von Jerewan und der Damen 2006 vom Mika-Klub gewonnen.
Armenien war auch Ausrichter mehrerer internationaler Schachturniere, unter anderem der Schacholympiade 1996.